# روان فين
روان فين (بالإنجليزية: Rowan Vine)‏ (21 سبتمبر 1982 في المملكة المتحدة - ) هو لاعب كرة قدم بريطاني في مركز الهجوم. لعب مع برمنغهام سيتي وسانت جونستون وكولتشستر يونايتد وكوينز بارك رينجرز وميلتون كينز دونز ونادي برينتفورد ونادي بورتسموث ونادي غيلينغهام ونادي لوتون تاون ونادي هيبرنيان وهال سيتي وهافانت أند ووترلوفيل وBasingstoke Town F.C. ‏ ونادي إكزتر سيتي وGosport Borough F.C. ‏ ونادي غرينوك مورتون وويلينج يونايتد.

## وصلات خارجية
- روان فين على موقع قاعدة بيانات كرة القدم.إي يو (الإنجليزية)
- روان فين على موقع Soccerbase.com (لاعب) (الإنجليزية)
- روان فين على موقع Soccerway.com (الإنجليزية)